# Condado de Peñacastillo
El condado de Peñacastillo es un título nobiliario español creado el 4 de agosto de 1918 por el rey Alfonso XIII en favor de Gonzalo López de Ceballos y Ulloa, hijo de los condes de Campo Giro, en recuerdo de los servicios militares de su padre.
Su denominación hace referencia a la localidad de Peñacastillo, en Cantabria, España.

## Condes de Peñacastillo
|                           | Titular                             | Periodo                   |
| Creación por Alfonso XIII | Creación por Alfonso XIII           | Creación por Alfonso XIII |
| ------------------------- | ----------------------------------- | ------------------------- |
| I                         | Gonzalo López de Ceballos y Ulloa   | 1918-1960                 |
| II                        | Carlos López de Ceballos y Eraso    | 1961-1990                 |
| III                       | Gonzalo López de Ceballos y Lafarga | 1990-hoy                  |

## Historia de los condes de Peñacastillo
- Gonzalo López de Ceballos y Ulloa (1900-1960), i conde de Peñacastillo, iv conde de Campo-Giro.

Casó con Leonor de Eraso y López de Ceballos. En junio de 1961, previa orden del 4 de enero para que se expida la correspondiente carta de sucesión (BOE del 16 de febrero), le sucedió su hijo:
- Carlos López de Ceballos y Eraso (n. 1921), ii conde de Peñacastillo, v conde de Campo-Giro, caballero de la Orden de Malta y del Real Cuerpo de los Hijosdalgo de Madrid.[5]

Casó con Teresa Lafarga y Peyrona. El 23 de abril de 1990, previa orden del 23 de marzo para que se expida la correspondiente carta de sucesión (BOE del 9 de mayo), le sucedió, por cesión, su hijo:
- Gonzalo López de Ceballos y Lafarga, iii conde de Peñacastillo, vi conde de Campo-Giro.[4]

Casó con María de las Nieves Velarde Enjuto.